# For The Girl Who Has Everything (canción de 'N Sync)
«For The Girl Who Has Everything» es una canción y sencillo de la banda 'N Sync. Fue lanzada en el verano de 1997, y más tarde en la versión de Estados Unidos de su álbum debut *NSYNC.

## Listado
1. «For The Girl Who Has Everything» [Radio Mix] - 3:56
2. «For The Girl Who Has Everything» [Álbum Versión] - 3:51
3. «For The Girl Who Has Everything» [Unplugged] - 4:19
4. «The Lion Sleeps Tonight» (Solomon Linda; Hugo Peretti; Luigi Creatore; George David Weiss; Albert Stanton) - 3:10